# Asilus antiphus
Asilus antiphus là một loài ruồi trong họ Asilidae. Asilus antiphus được Walker miêu tả năm 1849. Loài này phân bố ở vùng Tân nhiệt đới.